# زورا وستسکا
زورا وستسکا (چکی: Zora Vesecká؛ زادهٔ ۱۹۶۷ (۵۷–۵۸ سال)) بازیگر اهل کشور جمهوری چک است. او که به عنوان یک بازیگر کودک مورد توجه ملی قرار گرفت، حرفه بازیگری خود را رها کرد و در نهایت دندانپزشک شد.